# Шунудаг
Шунудаг — самое высокое горное плато Дагестана. Высшая точка плато, покрытого изумрудным ковром альпийских лугов — гора Шунудаг достигает высоты 2963 метра над уровнем моря. Вид на гору живописен. Издалека кажется, будто плато опоясывает фигурный пояс. Это скальные обрывы высотой от 30 до 80 метров.
На Шунудаге находятся несколько природных памятников. В их числе каскад водопадов со стороны села Цыйши и пещера-галерея. Плато богато многоводными источниками, со скального пояса стекают десятки ручьёв и речек. У подножия располагаются 6 древних аулов, в том числе Хайхи, Вихли, Вачи и Цовкра.
Ясным погожим утром с горы можно любоваться зеркальной гладью Каспийского моря. С другой стороны — заснеженные вершины Главного кавказского хребта.
На плато обитает множество птиц и животных. Среди них кавказские туры, медведи, волки, лисы и орлы. Место понравится тем, кто увлекается горным туризмом и альпинизмом. На вершину горы можно подняться по трем пешеходным тропам в расщелинах скал.
Головокружительный вид на гору открывается с соседнего плато, разделяющего аулы Хайхи и Вихли. На видовую площадку можно взойти пешком, верхом на лошади или приехать на внедорожнике.
Шунудаг — главная достопримечательность Кулинского района Дагестана. Местные называют ее на свой манер — «Щунудаг». По имени горы горцы назвали этно-музыкальный фестиваль, обосновавшийся в ауле Хайхи. 
Вокруг Шунудага расположены лакские сёла и хутора входящие в состав Кулинского района, а так же даргинское село Кулиямахи Акушинского района.